# 스위소텔
스위스텔(Swissôtel)은 호텔 브랜드로, 본사는 스위스 취리히에 있다.